# Jens Adolf Jerichau
Jens Adolf Jerichau (ur. 7 kwietnia 1816 w Assens, zm. 25 lipca 1883 w Jægerspris) – duński rzeźbiarz, profesor Królewskiej Duńskiej Akademii Sztuk, małżonek malarki Elisabeth Jerichau-Baumann.

## Życiorys
Jens Adolf Jerichau studiował rzeźbę na Królewskiej Duńskiej Akademii Sztuk w Kopenhadze. Studia kontynuował od 1838 w Rzymie, gdzie znalazł się pod wpływem Bertela Thorvaldsena. Po powrocie do Kopenhagi objął stanowisko profesora Królewskiej Duńskiej Akademii Sztuk.
Jego pierwszym znaczącym dziełem była płaskorzeźba tworząca fryz w zamku królewskim w Christiansborgu, przedstawiająca zaślubiny Aleksandra Macedońskiego z córką księcia baktryjskiego Roksaną.
Jego rzeźby były utrzymane w stylu rzeźb antycznych. Stworzył w roku 1846 wielką rzeźbę przedstawiającą Herkulesa i Hebe, oraz w następnych latach marmurową rzeźbę Penelopy, a także rzeźbę myśliwego walczącego z panterą oraz rzeźbę grupy kąpiących się dziewcząt.
Na konkurs ogłoszony w roku 1849 przez księżniczkę Prus zgłosił rzeźbę Zmartwychwstania Chrystusa.
Został pochowany w Kopenhadze, a na jego grobie ustawiono odlaną w brązie kopię rzeźby Anioła Pokoju, znajdującej się na grobie księżny Charlotte Friederike zu Mecklenburg-Schwerin na rzymskim Cmentarzu Niemieckim.